# Boeing X-46

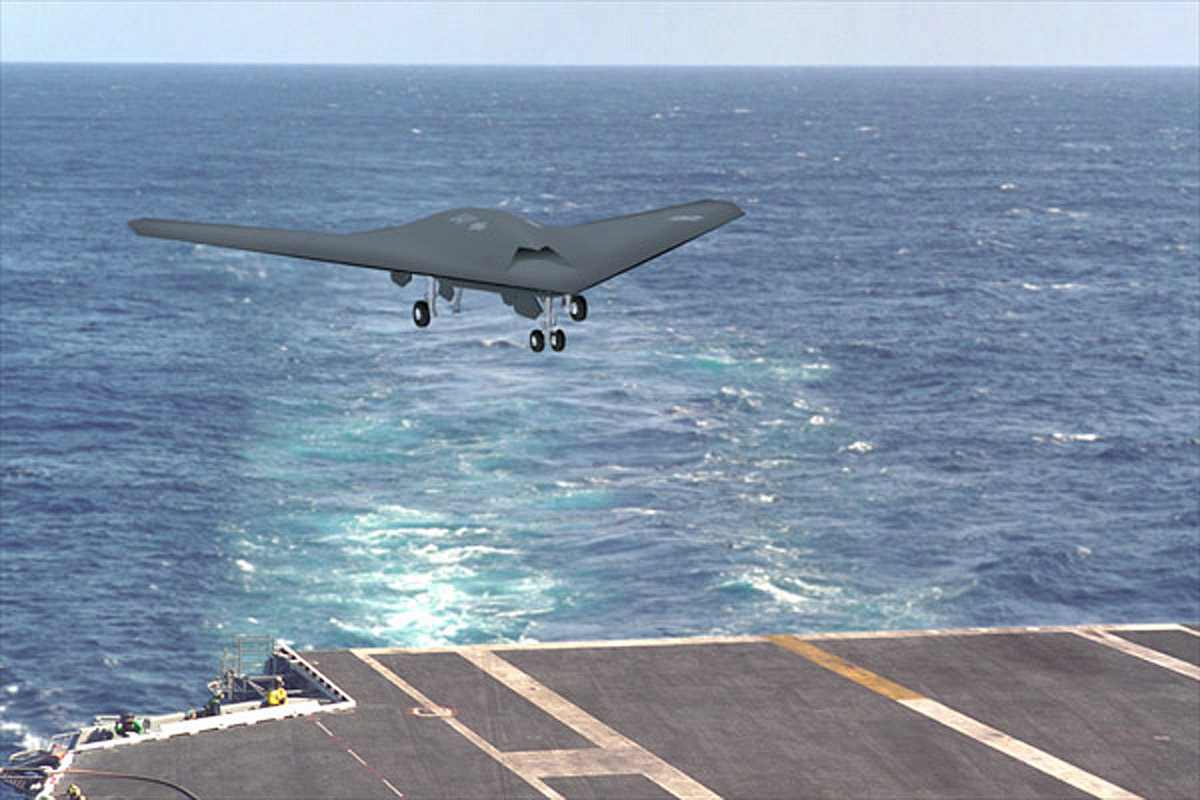
Hình vẽ X-46 hạ cánh trên tàu sân bay

Boeing X-46 là một mẫu máy bay chiến đấu không người lái (UCAV) đề xuất được phát triển bởi Hải quân Hoa Kỳ và DARPA.